# Ungheria ai Giochi della XI Olimpiade
Il Regno d'Ungheria (1920-1946) partecipò ai Giochi della XI Olimpiade, svoltisi a Berlino, Germania, dal 1º al 16 agosto 1936, con una delegazione di 216 atleti impegnati in ventuno discipline.

## Medagliere

### Per discipline
| Sport              | Oro | Argento | Bronzo | Totale |
| ------------------ | --- | ------- | ------ | ------ |
| Scherma            | 3   | 0       | 1      | 4      |
| Lotta libera       | 2   | 0       | 0      | 2      |
| Lotta greco-romana | 1   | 0       | 1      | 2      |
| Nuoto              | 1   | 0       | 1      | 2      |
| Atletica leggera   | 1   | 0       | 0      | 1      |
| Pallanuoto         | 1   | 0       | 0      | 1      |
| Pugilato           | 1   | 0       | 0      | 1      |
| Tiro               | 0   | 1       | 0      | 1      |
| Equitazione        | 0   | 0       | 1      | 1      |
| Ginnastica         | 0   | 0       | 1      | 1      |
| Totale             | 10  | 1       | 5      | 16     |

### Medaglie
| Medaglia | Atleta | Sport              | Evento                                      |
| -------- | --- | ------------------ | ------------------------------------------- |
| Oro      | Ibolya Csák | Atletica leggera   | Salto in alto femminile                     |
| Oro      | Márton Lőrincz | Lotta greco-romana | Pesi gallo                                  |
| Oro      | Ödön Zombori | Lotta libera       | Pesi gallo                                  |
| Oro      | Károly Kárpáti | Lotta libera       | Pesi leggeri                                |
| Oro      | Ferenc Csik | Nuoto              | 100 metri stile libero maschili             |
| Oro      | Ungheria | Pallanuoto         | Torneo maschile                             |
| Oro      | Imre Harangi | Pugilato           | Pesi leggeri                                |
| Oro      | Endre Kabos | Scherma            | Sciabola individuale maschile               |
| Oro      | Aladár Gerevich Tibor Berczelly Pál Kovács Endre Kabos László Rajcsányi Imre Rajczy                                 | Scherma            | Sciabola a squadre maschile                 |
| Oro      | Ilona Elek | Scherma            | Fioretto individuale femminile              |
| Argento  | Ralph Berzsenyi | Tiro               | Carabina 50 metri a terra                   |
| Bronzo   | József von Platthy                                                                                                  | Equitazione        | Salto ostacoli individuale                  |
| Bronzo   | Margit Csillik Judit Tóth Margit Nagy-Sándor Gabriella Mészáros Eszter Voit Olga Tőrös Ilona Madary Margit Kalocsai | Ginnastica         | Concorso a squadre femminile                |
| Bronzo   | József Palotás | Lotta greco-romana | Pesi medi                                   |
| Bronzo   | Árpád Lengyel Oszkár Abay-Nemes Ödön Gróf Ferenc Csik                                                               | Nuoto              | Staffetta 4x200 metri stile libero maschile |
| Bronzo   | Aladár Gerevich | Scherma            | Sciabola individuale maschile               |

## Risultati

### Calcio
| Atleta | Classifica |                     |
| --- | --- | ------------------- |
| V · D · M Nazionale ungherese · Calcio ai Giochi Olimpici Estivi 1936 P Régi · P Simon · D Berta · D Horváth · D Kőműves · D Kovács · C Beer · C Bonyhai · C Honti · C Keszei · C Király · C Kolláth · C Lágler · A Bérczes · A Csutorás · A Kállai · A Karácsonyi · A Kiss · A Krivicz · A Pósa · A Soproni · A Tóth · CT : Opata | 9° |                     |
| Nazionale ungherese · Calcio ai Giochi Olimpici Estivi 1936 | |                     |
| P Régi · P Simon · D Berta · D Horváth · D Kőműves · D Kovács · C Beer · C Bonyhai · C Honti · C Keszei · C Király · C Kolláth · C Lágler · A Bérczes · A Csutorás · A Kállai · A Karácsonyi · A Kiss · A Krivicz · A Pósa · A Soproni · A Tóth · CT: Opata                                                                        | P Régi · P Simon · D Berta · D Horváth · D Kőműves · D Kovács · C Beer · C Bonyhai · C Honti · C Keszei · C Király · C Kolláth · C Lágler · A Bérczes · A Csutorás · A Kállai · A Karácsonyi · A Kiss · A Krivicz · A Pósa · A Soproni · A Tóth · CT: Opata | Ungheria (bandiera) |

### Pallanuoto
| Atleta | Classifica |                     |
| --- | --- | ------------------- |
| V · D · M Nazionale maschile ungherese di pallanuoto · Giochi olimpici - Berlino 1936 Bozsi · Brandi · Bródy · Halassy · Hazai · Homonnai · Kutasi · Molnár · Németh · Sárkány · Tarics · CT : László Beleznai | Oro |                     |
| Nazionale maschile ungherese di pallanuoto · Giochi olimpici - Berlino 1936 | |                     |
| Bozsi · Brandi · Bródy · Halassy · Hazai · Homonnai · Kutasi · Molnár · Németh · Sárkány · Tarics · CT: László Beleznai                                                                                        | Bozsi · Brandi · Bródy · Halassy · Hazai · Homonnai · Kutasi · Molnár · Németh · Sárkány · Tarics · CT: László Beleznai | Ungheria (bandiera) |